# روبی سوتو
روبی سوتو (انگلیسی: Rubí Soto؛ زادهٔ ۱۴ اکتبر ۱۹۹۵) بازیکن فوتبال اهل مکزیک است.